# Dionicio Escalante
Dionicio Manuel Escalante Moreno (ur. 12 maja 1990 w Culiacán) – meksykański piłkarz występujący na pozycji środkowego obrońcy.

## Kariera klubowa
Escalante pochodzi z miasta Culiacán w stanie Sinaloa i jest wychowankiem tamtejszego drugoligowego klubu Dorados de Sinaloa. Do seniorskiej drużyny został włączony jako dziewiętnastolatek po kilku sezonach występów w czwartoligowych i trzecioligowych (z Mazatlán i Los Mochis) rezerwach zespołu. Jako podstawowy zawodnik spędził w Dorados rok, po czym dzięki udanym występom został zawodnikiem występującego w najwyższej klasie rozgrywkowej Chivas de Guadalajara, w którego barwach za kadencji szkoleniowca José Luisa Reala zadebiutował w meksykańskiej Primera División, 7 sierpnia 2010 w wygranym 1:0 spotkaniu z San Luis. W tym samym roku dotarł z Chivas do finału najbardziej prestiżowych rozgrywek Ameryki Południowej – Copa Libertadores. Nie potrafił sobie jednak wywalczyć miejsca w wyjściowym składzie i pełnił wyłącznie rolę rezerwowego, wobec czego po upływie roku udał się na wypożyczenie do ekipy CF Pachuca. Tam spędził sześć miesięcy, również sporadycznie pojawiając się jednak na boiskach.
Latem 2012 Escalante został wypożyczony po raz kolejny, tym razem do zespołu Querétaro FC, gdzie szybko został jednym z podstawowych piłkarzy wyjściowego składu. Po upływie roku dołączył do klubu na zasadzie transferu definitywnego, jednak bezpośrednio po tym zaczął notować rzadsze występy w lidze. Premierowego gola w najwyższej klasie rozgrywkowej strzelił 7 listopada 2014 w wygranej 2:0 konfrontacji z Morelią. W wiosennym sezonie Clausura 2015, pełniąc niemal wyłącznie rolę rezerwowego, zdobył z Querétaro tytuł wicemistrza kraju, natomiast w jesiennych rozgrywkach Apertura 2016 wywalczył puchar Meksyku – Copa MX (pierwsze trofeum w historii klubu).

## Statystyki kariery
| Dorados Mazatlán (rez.) | 2007–2008        | Meksyk           | Segunda División | 21  | 4 | —  | — | —        | — | — | 21  | 4  |
| Dorados 3a (rez.)       | 2007–2008        | Meksyk           | Tercera División | 1   | 0 | —  | — | —        | — | — | 1   | 0  |
| Dorados Mochis (rez.)   | 2008–2009        | Meksyk           | Segunda División | 38  | 4 | —  | — | —        | — | — | 38  | 4  |
| Chivas Rayadas (rez.)   | 2010–2011        | Meksyk           | Segunda División | 1   | 0 | —  | — | —        | — | — | 1   | 0  |
| Ogółem (rezerwy)        | Ogółem (rezerwy) | Ogółem (rezerwy) | Ogółem (rezerwy) | 61  | 8 | —  | — | —        | — | — | 61  | 8  |
| Dorados                 | 2009–2010        | Meksyk           | Ascenso MX       | 31  | 0 | —  | — | —        | — | — | 31  | 0  |
| Guadalajara             | 2010–2011        | Meksyk           | Liga MX          | 9   | 0 | —  | — | CL       | 3 | 0 | 12  | 0  |
| Pachuca                 | 2011–2012        | Meksyk           | Liga MX          | 4   | 0 | —  | — | —        | — | — | 4   | 0  |
| Guadalajara             | 2011–2012        | Meksyk           | Liga MX          | 2   | 0 | —  | — | CL       | 1 | 0 | 3   | 0  |
| Querétaro               | 2012–2013        | Meksyk           | Liga MX          | 24  | 0 | 5  | 0 | —        | — | — | 29  | 0  |
| Querétaro               | 2013–2014        | Meksyk           | Liga MX          | 10  | 0 | 11 | 1 | —        | — | — | 21  | 1  |
| Querétaro               | 2014–2015        | Meksyk           | Liga MX          | 9   | 1 | 9  | 0 | —        | — | — | 18  | 1  |
| Querétaro               | 2015–2016        | Meksyk           | Liga MX          | 25  | 0 | —  | — | LMC      | 4 | 0 | 29  | 0  |
| Querétaro               | 2016–2017        | Meksyk           | Liga MX          | 0   | 0 | 0  | 0 | —        | — | — | 0   | 0  |
| Ogółem                  | Ogółem           | Ogółem           | Ogółem           | 175 | 9 | 25 | 1 | CL + LMC | 8 | 0 | 208 | 10 |

- CL – Copa Libertadores
- LMC – Liga Mistrzów CONCACAF